# Fluorescencija
Fluorescencija je pojava kod koje materija izložena elektromagnetnom zračenju emituje elektromagnetno zračenje veće talasne dužine od onog kojim je izložena. Poput ostalih vrsta luminiscencije, fluorescenciju pokazuju samo određeni materijali. To je oblik luminiscencije. U većini slučajeva emitovana svetlost ima dužu talasnu dužinu i samim tim nižu energiju od apsorbovanog zračenja. Najupečatljiviji primer fluorescencije javlja se kada se apsorbovano zračenje nalazi u ultraljubičastom delu spektra i stoga je nevidljivo za ljudsko oko, dok je emitovana svetlost u vidljivom delu, što fluorescentnoj supstanci daje izrazitu boju koja se vidi samo kada je izložena UV svetlosti. Fluorescentni materijali prestaju da sjaje gotovo odmah nakon što se izvor zračenja zaustavi, za razliku od fosforescentnih materijala, koji i dalje emituju svetlost još neko vreme.
Fluorescencija ima mnogo praktičnih primena, uključujući mineralogiju, gemologiju, medicinu, hemijske senzore (fluorescentna spektroskopija), fluorescentno obeležavanje, boje, biološke detektore, detekciju kosmičkih zraka, vakuumske fluorescentne ekrane i katodne cevi. Njena najčešća svakodnevna primena je u fluorescentnim lampama i LED lampama, gde se fluorescentni premazi koriste za pretvaranje kratkotalasne UV svetlosti ili plave svetlosti u žutu svetlost dužih talasa, čime oponašaju toplo svetlo energetski neefikasnih inkandescentnih lampi.
Fluorescencija se takođe često javlja u prirodi u nekim mineralima i u mnogim biološkim oblicima u svim kraljevstvima života. Ovo se ponekad naziva biofluorescencijom da bi se ukazalo da fluorofor potiče iz živog organizma (za razliku od veštačkog dodavanja boje). Međutim, u mnogim slučajevima supstanca može biti fluorescentna čak i ako je organizam mrtav, te je fluorescencija i dalje preferirani termin.

## Istorija
Jedan rani zapis o fluorescenciji je ostavio 1560. Bernardino de Saagun, a Nikola Monardes istu pojavu opisao u infuziji poznatoj kao lignum nephriticum (latinski za „bubrežno drvo“) 1565. godine. Ona je bila formirana od dve vrste drveta, Pterocarpus indicus i Eysenhardtia polystachya''. Hemijsko jedinjenje odgovorno za ovu fluorescenciju je matlejlin, koje je proizvod oksidacije jednog od flavonoida koji su prisutni u ovom drvetu.
Godine 1819, Edvard D. Klark i 1822. Rene Žist Aij su opisali fluorescenciju u fluorita, ser Dejvid Bruster je opisao fenomen hlorofila 1833. godine, a ser Džon Heršel je to učinio za kinin 1845. godine.
U svom radu iz 1852. godine o „refrakbilnosti“ (promeni talasne dužine) svetlosti, Džordž Gabrijel Stoks je opisao sposobnost fluorspara i uranijumskog stakla da promene nevidljivu svetlost izvan ljubičastog kraja vidljivog spektra u plavu svetlost. On je nazvao je ovaj fenomen fluorescencijom: „Gotovo sam sklon da sročim reč i pojavu nazivam fluorescencijom, od fluor-spar [tj. fluorit], jer analogni izraz opalescencija potiče od imena minerala.“ Ime je izvedeno iz minerala fluorit (kalcijum difluorid), čiji neki primeri sadrže tragove dvovalentnog evropijuma, koji služi kao fluorescentni aktivator za emitovanje plave svetlosti. U ključnom eksperimentu koristio je prizmu za izolaciju ultraljubičastog zračenja iz sunčeve svetlosti i posmatrao plavu svetlost koju emituje etanolni rastvor kinina koji joj je izložen.

## Teorija
Fluorescencija nastaje kada foton upadnog zračenja pobudi elektron molekula u neko pobuđeno stanje. Molekul se iz pobuđenog stanja može vratiti u osnovno stanje bilo emitovanjem fotona, bilo bez emitovanja fotona - neradijativnim putem. Kako svaki molekul pokazuje vibracije koje su kvantizovane, pobuđivanjem elektrona iz osnovnog stanja, molekul će se pobuditi u neko pobuđeno vibraciono stanje pobuđenog elektronskog stanja. Koje će vibraciono stanje biti najviše pobuđeno zavisi od preklapanja talasnih funkcija osnovnog vibracionog stanja osnovnog elektronskog stanja i vibracionih stanja pobuđenog elektronskog stanja, a opisuje se Frank-Kondonovim principom.
Molekuli u pobuđenim vibracionim stanjima se brzo (unutar nanosekunde) relaksiraju u osnovno stanje datog elektronskog stanja neradijativnim putem. Molekuli u pobuđenom elektronskom stanju, koji se nađu u osnovnom vibracionom stanju mogu emitovanjem fotona da pređu u osnovno elektronsko stanje. U koje će vibraciono stanje osnovnog elektronskog stanja molekul da pređe opet zavisi od preklapanja vibracionih talasnih funkcija. Molekul koja se nađe u osnovnom elektronskom stanju, opet prolazi kroz neradijativnu relaksaciju vibracionih stanja, dok se ne nađe u osnovnom vibracionom stanju. Razlika u energijama fotona upadnog i emitovanog zračenja je posledica vibracijskih relaksacija osnovnog i pobuđenog elektronskog stanja.
Fluorescencija je veoma brz proces. Ona je reda veličine nanosekunde. Važno je da se tokom svih promena koji se događaju prilikom fluorescencije ne menja multiplicitet elektronskih stanja. Kako su molekuli najčešće u singletnom stanju, molekuli u pobuđenom stanju takođe moraju da budu u singletnom stanju. Promjena multipliciteta događa se prilikom sličnog procesa fosforescencije.
Fluorescenciju pokazuju samo neki molekuli, te neki kristali. Važno je da se vibraciona stanja osnovnog elektronskog stanja ne mešaju s vibracionim stanjima pobuđenog elektronskog stanja, jer bi inače bila omogućena potpuna neradijativna relaksacija do osnovnog vibracionog stanja osnovnog elektronskog stanja.
Fluorescencija nije jedini proces kome molekul može da podlegne nakon apsorpcije fotona. Učinak fluorescencije se može definisati veličinom kvantni prinos:
{\displaystyle \Phi ={\frac {N_{e}}{N_{a}}}}
gde je {\displaystyle N_{e}} broj emitovanih fotona, a {\displaystyle N_{a}} broj apsorbovanih fotona.

## Primena fluorescencije
Fluorescencija se koristi u fluorescentnim sijalicama. Unutrašnjost fluorescentne sijalice je ispunjena gasom pod niskim pritiskom, u koje se nalaze elektrode. Kad se elektrode stave pod električni napon gas svetli, uglavnom emitujući ultraljubičasto zračenje. Materija koja je nanesena na unutrašnje zidove fluorescentne sijalice apsorbuje ultraljubičasto zračenje i procesom fluorescencije emituje vidljivo zračenje veće talasne dužine. Na taj način fluorescentne sijalice emituju veći deo zračenja u vidljivom području.
Fluorescencija se koristi i u analitičke svrhe: materije koje fluoresciraju mogu se detektovati u vrlo niskim koncentracijama.

### Biohemija i medicina
Fluorescencija se u naukama o životu uglavnom koristi kao nedestruktivan način praćenja ili analize bioloških molekula pomoću fluorescentne emisije na specifičnoj frekvenciji gde nema pozadinske pobudne svetlosti. Relativno mali broj ćelijskih komponenata je prirodno fluorescentan (ima unutrašnju ili autofluorescenciju). Zapravo, proteini ili druge komponente se mogu biti obeležiti veštačkim fluoroforima, fluorescentnim bojama koja mogu da budu mali molekul, belančevina, ili kvantna tačke. Taj postupak nalazi nalazi primenu u mnogobrojnim biološkim ispitivanjima.
U biologiji se različite ćelijske strukture mogu obojiti fluorescentnom bojom i tako učiniti vidljivim. Posebno je važna je boja etidijum bromid, koja se vezuje za DNK molekule ulazeći između nukleotida.
Kvantifikacija boje se vrši pomoću spectrofluorometra. Postoji i niz dodatnih primena:
- Skeniranjem jačine fluorescencije širom ravni dobija se fluorescentni mikroskopski prikaz tkiva, ćelija, ili subcelularnih struktura. To se postiže putem obeležavanja antitelom sa fluoroforom, i omogućavanja antitelu da nađe ciljni antigen u uzorku. Obeležavanje sa više antitela sa različitim fluoroforima omogućava vizuelizaciju više ciljeva u istoj slici. DNK mikroarejevi su varijanta ovog postupka.
- Automatizovano DNK sekvenciranje metodom terminacije lanca; svaka od četiri različite lanac-terminirajuće baze ima svoju specifičnu fluorescentnu oznaku. Kad se označeni DNK molekuli razdvoje, fluorescentna etiketa se pobudi UV izvorom i identitet terminalne baze se odredi koristeći talasnu dužinu emitovane svetlosti.

## Literatura
- Lakowicz, Joseph R. (2006). Principles of fluorescence spectroscopy. Springer. стр. xxvi. ISBN 9780387312781. Приступљено 16. 4. 2011.
- The Story of Fluorescence. Raytech Industries. 1965.

## Spoljašnje veze
- Архивирано 2012-12-05 на сајту , baza podataka fluorescentnih boja
- Архивирано на веб-сајту  (28. јул 2010),
- FSU.edu, Basic Concepts in Fluorescence
- "A nano-history of fluorescence" lecture by David Jameson
- Excitation and emission spectra of various fluorescent dyes
- Database of fluorescent minerals with pictures, activators and spectra (fluomin.org) Архивирано на веб-сајту  (8. јун 2017)
- "Biofluorescent Night Dive – Dahab/Red Sea (Egypt), Masbat Bay/Mashraba, "Roman Rock"". YouTube. 9 October 2012.
- Steffen O. Beyer. "FluoPedia.org: Publications". fluopedia.org.
- Steffen O. Beyer. "FluoMedia.org: Science". fluomedia.org.